# ピエ・リヤン・アウン
ピエ・リヤン・アウン（ビルマ語: ပြည့်လျှံအောင်、ALA-LC翻字法: Praññʻ' Lyhaṃ ʼOṅʻ、ビルマ語発音: [pjḛ l̥jœ̀ɰ̃ ʔàʊɰ̃] ピェフリャンアウン; 英語: Pyae Lyan Aung、1995年12月17日 - ）は、ミャンマーの元サッカー選手、フットサル選手。ミャンマー代表。ポジションはゴールキーパー。Fリーグでの登録名は、ピエ・リアン・アウン。一部メディアでは、ピエリアンアウンとも表記される。

## 経歴

### ミャンマー時代
ミャンマー中部の古都、マンダレー出身。中学生の時に路上でサッカーを始める。学校内でのポジションはフォワードであったが、大人も子供も入り混じる路上でのサッカーは、フォワードは大人が優先であった為、「子供だから」という理由で仕方なくゴールキーパーを引き受けるようになった。以降、ゴールキーパーに専念し、2012年にミャンマー・ナショナルリーグのヤダナボンFCに入団。プロサッカー選手としてのキャリアをスタートさせる。ヤダナボン在籍時には、AFCカップ本戦にも出場するなど、国内リーグのみならず、国際大会でも経験を積んだ。

### 代表
ミャンマー代表にはユース年代から名を連ね、2019年には、FIFAワールドカップ・アジア2次予選に挑むフル代表に初めて召集された。試合出場の機会は訪れなかったものの、控えゴールキーパーとして、後述の日本代表戦を含むグループリーグ全8試合に帯同した。

### 日本での難民認定
2021年5月28日、遠征先の千葉市・フクダ電子アリーナで行われたワールドカップ予選、日本代表戦で国歌斉唱の際に抗議の三本指を掲げて、同年2月1日にミャンマーで断行された事実上のクーデターに対する抗議の意思を表明。抗議に踏み切った理由について「軍は多くの国民を殺していて、国民は不当な迫害を受けている。しかし、今の状況では、目の前で誰かが殺されても、どこに通報したらいいか分からない。こうした状況を世界中の人に知ってもらいたかった」と語っている。その後、母国に戻れば殺害される恐れがあると考え、約半月にわたって自身の身の処し方を決めあぐねていた。
6月15日、日本での最終戦となったタジキスタン代表との試合後、宿泊先のホテルから逃げ出そうと試みるも失敗に終わり、チームメイトとの帰国を一度は決心した。翌日16日午後8時頃、選手団を乗せたバスが関西国際空港に到着。出国手続きを進めていくさなか、携帯電話で近しい人や多くの支援者から励ましの言葉をもらったことで「最後の最後まで頑張ろう」という気持ちになり、諦めていた日本への亡命を再び決意した。離陸2時間前、空港の出国審査にて帰国を拒否。17日、記者会見を開き、難民認定を申請する意向を示した。
7月2日に日本政府から「緊急避難措置」によって半年間の在留資格と就労が認められ、7日から9日までJ3リーグに属するY.S.C.C.横浜（以下、Y.S.C.C.）に招かれて同クラブの練習に参加した。7月23日、Y.S.C.C.の練習生になることが決まった。
8月20日、大阪出入国在留管理局は、ミャンマーに帰国すれば迫害される恐れが強いとして、ピエ・リヤン・アウンを難民認定し、難民認定証明書を交付した。

### Y.S.C.C.横浜フットサル
かくしてY.S.C.C.の練習生となったピエ・リヤン・アウンであったが、クラブはこの時点で既にゴールキーパーを4人抱えていたことや、フィジカルが落ちていたことなどを理由に正式な契約は見送られた。しかし、練習状況からフットサルでのプレーが適していると評価したクラブ幹部より、Y.S.C.C.が保有するフットサルチームでの練習参加を提案され、本人もこれに同意。ゴレイロとして本格的にフットサルのトレーニングに励むこととなった。およそ1か月の練習参加を経て、2021年9月10日、元サッカー日本代表の松井大輔とともにチームと正式契約を交わしたことが発表された。4日後に行われた入団会見の席では、契約形態はプロ契約であることが明らかにされ、現在の心境と今後に向けての抱負を述べた。
11月23日、横須賀アリーナで行われたFリーグ（1部）第15節・バルドラール浦安戦で、第2ピリオド残り10分を切った場面で途中出場。公式戦デビューを果たした。しかし、交代直後に2失点し、それ以降、彼が試合に出場することはなかった。
後に本人が語ったところによると、12月ごろになると、精神的に病んでしまい、練習にも行くことができなかったという。その後、2022年3月をもってチームを退団し現役引退した。

### 引退後
引退後、しばらくは横浜に在住していたが、2022年10月ごろにミャンマー人の多い高田馬場に引っ越し、日暮里のミャンマー料理店でスタッフとして勤務している。また、週に一度は在日ミャンマー人のサッカーチームでサッカーをしている。

## 代表歴

### 出場大会
- U-19ミャンマー代表
  - 2014 AFF U-19ユース選手権
- U-22ミャンマー代表
- ミャンマー代表
  - 2022 FIFAワールドカップ・アジア2次予選